# 馬芬加縣
10°23′S 33°24′E / 10.383°S 33.400°E
馬芬加縣（英語：Mafinga District），是贊比亞的縣份，位於該國東北部，由穆欽加省負責管轄，首府設於馬芬加，面積4,134平方公里，2010年人口65,969，人口密度每平方公里16人。